# Nicolás Barrios
Nicolás Antonio Barrios Rebeco (Teno, Chile, 17 de septiembre de 2003) es un futbolista chileno. Juega de extremo derecho y su equipo actual es Curicó Unido de la Primera B de Chile.  

## Trayectoria
Formado en las inferiores de Curicó Unido, Barrios debutó en el primer equipo del club curicano el 20 de abril de 2022, ante Santiago Wanderers por el duelo de vuelta de la Tercera fase de la Copa Chile 2022, disputado en el Estadio Elías Figueroa Brander.
En la Primera División 2023, el futbolista comenzó a tener sus primeros partidos como titular, y anotó su primer gol como profesional ante Magallanes, en el Estadio Municipal de San Bernardo, por la fecha 13 del torneo, jugada el 9 de mayo de aquel año.Posteriormente, volvió a anotar en la derrota como locales ante Cobresal, por la fecha 26 de dicha competencia.
Con el descenso del club albirrojo, Barrios continuó formando parte importante del equipo, en el campeonato de Primera B 2024. En dicho certamen, el delantero sumó 21 partidos jugados y dos goles.

## Causa judicial
Durante la madrugada del 10 de septiembre de 2024, el delantero fue detenido por Carabineros de Chile, luego que en un control vehicular, en su natal comuna de Teno, le encontraron una bolsa con 363 gramos de marihuana sativa en su auto y otra con clorhidrato de cocaína en uno de sus bolsillos.Debido a esto, fue formalizado por microtráfico de drogas, quedando primero con arresto domiciliario nocturno, pero posteriormente la Corte de Apelaciones ordenó la prisión preventiva, revocando la decisión del Juzgado de Garantía de Curicó.

## Estadísticas
| Club                 | Div.          | Temporada     | Liga  | Liga  | Copas nacionales | Copas nacionales | Torneos internacionales | Torneos internacionales | Total | Total |
| Club                 | Div.          | Temporada     | Part. | Goles | Part.            | Goles            | Part.                   | Goles                   | Part. | Goles |
| -------------------- | ------------- | ------------- | ----- | ----- | ---------------- | ---------------- | ----------------------- | ----------------------- | ----- | ----- |
| Curicó Unido · Chile | 1.ª           | 2022          | 0     | 0     | 1                | 0                |                         |                         | 1     | 0     |
| Curicó Unido · Chile | 1.ª           | 2023          | 16    | 2     | —                | —                | —                       | —                       | 16    | 2     |
| Curicó Unido · Chile | 2.ª           | 2024          | 21    | 2     | 3                | 0                | —                       | —                       | 24    | 2     |
| Curicó Unido · Chile | 2.ª           | 2025          | 0     | 0     | 3                | 1                | —                       | —                       | 3     | 1     |
| Curicó Unido · Chile | Total club    | Total club    | 37    | 4     | 7                | 1                | 0                       | 0                       | 44    | 5     |
| Total carrera        | Total carrera | Total carrera | 37    | 4     | 7                | 1                | 0                       | 0                       | 44    | 5     |
| 1. 2.                |               |               |       |       |                  |                  |                         |                         |       |       |